# Vacri
Vacri – miejscowość i gmina we Włoszech, w regionie Abruzja, w prowincji Chieti.
Według danych na rok 2004 gminę zamieszkiwały 1754 osoby, 146,2 os./km².